# Хебрејски универзитет у Јерусалиму
Хебрејски универзитет у Јерусалиму (хебр. הַאוּנִיבֶרְסִיטָה הַעִבְרִית בִּירוּשָׁלַיִם) је државни универзитет у Јерусалиму. Основали су га Алберт Ајнштајн и Хаим Вајцман у јулу 1918. године, а званично је отворен у априлу 1925. Други је по старости универзитет у Израелу, а основан је 30 година пре оснивања Државе Израел, односно шест година након старијег универзитета Технион. Има три кампуса у Јерусалиму и један у Реховоту. Највећа светска библиотека за јудаистику — Народна библиотека Израела — налази се у склопу кампуса у Јерусалиму.

## Галерија
- Академија хебрејског језика
- Народна библиотека Израела
- Академија уметности и дизајна Бесалел
- Народна ботаничка башта Израела
- Сцопус Амфитеатар